# 我想和你唱 (第五季)
《我想和你唱》第五季，是中国大陆湖南卫视于2024年第一季度推出的一档週五后晚间档音乐互动综艺节目，接档节目《我们的美好生活》。节目依旧由《我想和你唱》系列节目制作人王琴及其团队打造，并由朱锋团队共同参与制作，由汪涵、沈梦辰、齐思钧联合主持，音乐总监为中国大陆音乐人谭伊哲，首期节目于2023年12月23日在湖南大众传媒职业技术学院录制，并于2024年1月26日首播。

## 赛制
第五季的赛制与第四季基本相同。每週将有两位明星上传自己的合唱征集视频，观众可通过芒果TV、唱吧参与视频合唱。节目组会从每位明星的参与者中选出100位来到派对现场，明星将分别同各自的百人想唱团进行第一轮合唱，之后由节目组从百人想唱团中选出30位与明星进行第二轮合唱，互动环节在30人合唱之后进行，主持人汪涵也将以百人想唱团视角全程陪伴式参与节目。现场互动结束后，节目将进入“三对一合唱”环节，“明星三选一”及“一对一圆梦合唱”两个环节在本赛季则被取消。全场演唱结束后，两位明星将与现场200位想唱团成员共同完成一首经典曲目。此外，主持人汪涵还将走出演播厅，每期探访一组特别的素人嘉宾，寻找生活中的歌者，并邀请他们参与节目录制。

## 节目列表
注：仅列出节目中被提及的素人嘉宾，标示红色者表示进入三对一合唱，标示下划线者表示该素人嘉宾为汪涵探访到的受邀者。

### 第一期
- 录制日期：2024年1月11日

| 我想和你唱第五季 第一期 2024年1月26日 主持人：汪涵、沈梦辰、齐思钧 荐乐团成员：刘维、王勉、李莎旻子、宋木子、武艺、吴泽林 | | |
| 歌手 | 素人嘉宾 | 演唱曲目 |
| 李宇春 | 孙浩诚＆朱芷晴、罗 苗、张艺洋、好 好 侯春蕾、王忆雯、孙耿纯、张 雪、陈佳文 许普辉＆张婉婷＆许兰瑜＆许居源、诸凡艺、樊泽林＆唐春芳、胡皓闻 | 《下个，路口，见》（百人合唱） 《无价之姐》（合唱视频征集） 《再不疯狂我们就老了》（30人合唱） 《今天有朵云是爱我的》（三对一合唱） |
| 许美静 | 钟 梦、梁春风、陈铜石、何 芊、徐十贰 罗凯洋＆赵子琪＆宋宇婧＆胡玉洁、叶思序、云莉＆戴睿 姜思岐、王大民、舒 雯、梁书晴、李 岚、肖壬根      | 《倾城》（粤语／百人合唱） 《城里的月光》（合唱视频征集） 《都是夜归人》（30人合唱） 《遗憾》（三对一合唱）                         |
| 全员合唱：李宇春《城里的月光》／许美静＋许美静《当时》／李宇春＋《阳光总在风雨后》／许美静                                | | |

### 第二期
- 录制日期：2024年1月10日

| 我想和你唱第五季 第二期 2024年2月2日 主持人：汪涵、沈梦辰、齐思钧 荐乐团成员：刘维、王勉、宋木子、武艺、吴泽林、黄子弘凡 | | |
| 歌手 | 素人嘉宾 | 演唱曲目 |
| 张碧晨 | 徐卓媛、殷荣成、姚 岚、杨 光、荣 耀 杨 惠、陈士龙、吴梦洁、韩林江＆郑朵、陈石磊＆邓润菲 李江威、龚明威、何经商＆朱思思、何佳怡、曲满盈                                         | 《Interstellar》（百人合唱） 《开往早晨的午夜》（合唱视频征集、三对一合唱） 《笼》（30人合唱）                        |
| 任贤齐 | 李姝娴＆刘兮＆刘子兮、张明星＆朱敏＆张敏锐、魏海强、朱佳安＆吴钰霞 刘家麒＆严芳、常韵龙＆贾舒媛＆常思硕、陈方圆、李振宇 李俊贤、吴小康、王 逸、郝锦强 王 鑫、叶 凯、马勇＆马倩 | 《浪花一朵朵》（百人合唱） 《伤心太平洋》（合唱视频征集） 《对面的女孩看过来》（30人合唱） 《一念关山》（三对一合唱） |
| 全员合唱：《我可以抱你吗》／张惠妹                                                                                       | | |

### 第三期
- 录制日期：2023年12月23日

| 我想和你唱第五季 第三期 2024年2月16日 主持人：汪涵、沈梦辰、齐思钧 荐乐团成员：刘维、王勉、李莎旻子、宋木子、武艺、吴泽林、周柯宇 | |                                                                                             |
| 歌手 | 素人嘉宾 | 演唱曲目                                                                                    |
| 李玖哲 | 张玫＆张颜、琚茂林、林 晗、唐思楠、周仁浩＆刘欣 邓鑫凯＆麦地娜、张 睿、蒋志军、魏 璇、寻 镭 吴佳奇＆邓雅轩＆陈子娴＆陈述楦、崔羽＆张雨、余东平＆张明明＆张艺卓      | 《解脱》（百人合唱） 《想太多》（合唱视频征集、三对一合唱） 《夏天》（30人合唱）            |
| 龚琳娜 | 李曜欢、何珺洁、孙宇辰、哈维＆窦窦、胡 瑾、高宗义＆黄岚 李 硕、门智勇、覃欢＆肖宇迪＆唐志继＆蒋子豪、延 霈 周佳亮＆巴依勒格、莫羽微、李柏颉＆杨乐多、刘文政＆张浩淼 | 《快乐歌》（百人合唱） 《忐忑》（合唱视频征集） 《下山》（30人合唱） 《武魂》（三对一合唱） |
| 全员合唱：《一个师父仨徒弟》[a]／吸引力合唱组＋《敢问路在何方》[b]／蒋大为                                                        | |                                                                                             |

| ^ a. 节目中误作《白龙马》 | ^ b. 节目中误作《路在何方》 |

### 第四期
- 录制日期：2024年1月25日

| 我想和你唱第五季 第四期 2024年2月23日 主持人：汪涵、沈梦辰、齐思钧 荐乐团成员：刘维、王勉、李莎旻子、宋木子、吴泽林 | | |
| 歌手 | 素人嘉宾 | 演唱曲目                                                                                            |
| 刘雨昕 | 王艺萌、张雯淇、张智杰、高梓涵、王麒麟、张娅玲 肖晗＆梁青、霍迎春＆赵芮艺、李镕馨、杨 惠、卡 卡 高晨阳、段 杨、星 毅、冷 靖            | 《Baby I Know》（百人合唱） 《练习曲》（合唱视频征集） 《就是你》（30人合唱） 《U&I》（三对一合唱） |
| 胡彦斌 | 王慧雨、贾德智、杨锦伟、梁欣瑶、李天达、郭 佳 胡亚棋＆舒芙蓉＆胡旭端＆常灿、王 梓、吕思思、孙昌硕 曹 聪、张 聪、杜姳潞、陈永和、安哲逸 | 《是人间烟火》（百人合唱） 《月烬无声》（合唱视频征集、三对一合唱） 《你要的全拿走》（30人合唱）    |
| 全员合唱：《归途有风》／王菲                                                                                        | | |

### 第五期
- 录制日期：2024年1月26日

| 我想和你唱第五季 第五期 2024年3月1日 主持人：汪涵、沈梦辰、齐思钧 荐乐团成员：刘维、王勉、李莎旻子、宋木子、吴泽林 | |                                                                                                 |
| 歌手 | 素人嘉宾 | 演唱曲目                                                                                        |
| 王琳凯 | 黄佳缘、周 雪、徐梦钰＆徐梦麟、赵金廷＆陈佩琦、徐夏莹 修方俊、李玉杰、胡豆豆、何思颖、曹 凯 扎西才旺＆嘎玛格莱凯周、李宥霖、李依依、罗国宝 李好＆周蜜、张宁芮、杨嘉仪、蒋运航＆周炜竣＆刘竞兰＆蒋文旭 | 《别叫我达芬奇》（百人合唱、合唱视频征集） 《Raining》（30人合唱） 《GOOD NIGHT》（三对一合唱） |
| | 黄元浩＆王馨怡、叶 婷、林厉瑜、戎馨远、刘晓奕、王雷扬＆李婉婉 孙恒远、吴元元、娜菲沙、陈璐琳＆拜皓宸＆拜皓飞 殷茜晔、石玥彤、张 美、黄丽婧、周佩佩、秦从燕                                            | 《我是一只鱼》（百人合唱） 《体面》（合唱视频征集、三对一合唱） 《浪花》（30人合唱）            |
| 全员合唱：《恼人的秋风》／高凌风                                                                                   | |                                                                                                 |

### 第六期
- 录制日期：2024年2月25日

| 我想和你唱第五季 第六期 2024年3月8日 主持人：汪涵、沈梦辰、齐思钧 荐乐团成员：刘维、李莎旻子、吴泽林、黄子弘凡、何广智、刘大锁 | | |
| 歌手 | 素人嘉宾 | 演唱曲目                                                                                                   |
| 李承铉 | 张峻诚＆陈婕、徐天瑜＆茹玫瑰、程仁平、朱家伟＆小九儿 杨小虎＆杨悦、蔡煜锋＆张雨菲、秦娇＆李欣瑶、贺小明＆方明珠 卢龙斌＆卢红莲＆卢伟豪、邢 宇、王铮＆常真＆王鹜然＆王鹊童                                                         | 《天上飞》（百人合唱） 《亲密爱人》（合唱视频征集） 《Lucky Lucky》（30人合唱） 《意料之外》（三对一合唱） |
| 陈小春 | 曾晴＆邓娇、冯倩＆张驰飞、汤文锋＆潘锦康＆黄耀畴＆池锦章 王渤元、马名阳、陈旭＆刘佳＆陈思柳熙＆陈牧持 吕国强、王华男＆尹瀚、荀朝亮＆马凤雪 高文谦＆杜静＆高熙柠、邓洋＆李斌＆王燕平、谢雯雯 江 阳、乔美歌＆庞亚男＆康学哲＆韩晓健 | 《算你狠》（百人合唱） 《独家记忆》（合唱视频征集） 《友情岁月》（30人合唱） 《我爱的人》（三对一合唱）    |
| 全员合唱：《大女人》／张宇 | | |

### 第七期
- 录制日期：2024年2月26日

| 我想和你唱第五季 第七期 2024年3月15日 主持人：汪涵、沈梦辰、齐思钧 荐乐团成员：刘维、李莎旻子、吴泽林、何广智、刘大锁 | | |
| 歌手 | 素人嘉宾 | 演唱曲目 |
| 大张伟 | 沈 龙、苏笑妍、张 薇、党 徽、王瑚＆章宇豪 郭星熠、叶美娇、林雨诗、 贺、吴 昱、刘 骁 王一帆、李馨宁、拉丕潘＆井上美幸、计乐涵、成 礼 | 《晒Share》（百人合唱） 《一个Nice！》（合唱视频征集） 《万物盛开法则》（30人合唱） 《永远唱不完的歌》（三对一合唱） |
| 胡 夏 | 冯可欣、李湘祺、王 鑫、刘彬＆仇懿倩、喻培家 曹珞煜、汪国梁、张栩凤、王 杰 邹卿莉、李 航、居西坤·居来提、周媚＆施娜君＆英子          | 《凤凰花开的路口》（百人合唱） 《夏至未至》（合唱视频征集） 《知否知否》（30人合唱） 《云与海》（三对一合唱）        |
| 全员合唱：《爱我的请举手》／莫文蔚                                                                                    | | |

### 第八期
- 录制日期：2024年3月12日

| 我想和你唱第五季 第八期 2024年3月22日 主持人：汪涵、沈梦辰、齐思钧 荐乐团成员：刘维、王勉、李莎旻子、吴泽林、何广智 | | |
| 歌手 | 素人嘉宾 | 演唱曲目 |
| 陈嘉桦 | 李清钰＆牛玥心＆于昀冉、林丹铄、雪 梨、李美灵芝、李雨恒 陈锦彤＆陈锦曼＆陈泽伟、冯程朗、龚倩鹤＆李粲琳＆杨天舒、白皓瑞 范宗源、曾 佳、邵景晖＆范恺怡、杨 千                            | 《你被我寫在歌裡》（百人合唱） 《波斯猫》（合唱视频征集） 《不想长大》（30人合唱） 《都几岁了》（三对一合唱） |
| 徐怀钰 | 冯家馨、刘梓晔、杨 瑞、许潆月＆许潆元、张 宁 徐澄铭、于涌波、阳佳美＆林智＆孙家琪＆周丽娟、齐 亮 周 洁、周 曼、陈变＆郑焕鹏、朱星驰 叶欣冉、欧阳玉雪、安吉炫、刘帅＆孙振启＆于海焜＆王苏 | 《叮咚》（百人合唱） 《我是女生》（合唱视频征集） 《向前冲》（30人合唱） 《分飞》（三对一合唱）               |
| 全员合唱：《天黑黑》／孙燕姿                                                                                        | | |

### 第九期
- 录制日期：2024年3月11日

| 我想和你唱第五季 第九期 2024年3月29日 主持人：汪涵、沈梦辰、齐思钧 荐乐团成员：刘维、王勉、李莎旻子、吴泽林、何广智 | |                                                                                        |
| 歌手 | 素人嘉宾 | 演唱曲目                                                                               |
| 戴佩妮 | 黄 俊、姜生花、时启超、邓艺菲、雷皑莅 Seriakov Nikita、柳小木、王 灿、左林昊 徐一琳、星 淳、张木木、孟凡英＆朴雯荻 孙慧子、孙懿凯、舒心怡、余志阳               | 《你要的爱》（百人合唱） 《怎样》（合唱视频征集、三对一合唱） 《辛德瑞拉》（30人合唱） |
| 黄绮珊 | 何知翰＆张一薰、苏 念、吴建民＆吴俊豪、刘子洛 蒋 熙、张 娅、王 谦、周 巍、宛倩倩 葛翰林、蔡瀞萱、彭 琴、陈思潼＆杨子乐 吴沛邑、刘晶晶、杜幼玲＆秦莉＆刘艳＆焦霞 | 《向云端》（百人合唱、合唱视频征集） 《小霞》（30人合唱） 《我的美丽》（三对一合唱）   |
| 全员合唱：《问》／陈淑桦                                                                                            | |                                                                                        |

### 第十期
- 录制日期：2024年3月25日

| 我想和你唱第五季 第十期 2024年4月5日 主持人：汪涵、沈梦辰、吴泽林 荐乐团成员：李莎旻子、宋木子、合文俊、李飞、曹恩齐 | | |
| 歌手 | 素人嘉宾 | 演唱曲目 |
| 蘇 醒 | 张德伊玲、苏文锋、邓钰科＆黑东阳、余果＆蒋燕 王龙禧＆徐建强＆左海涛、莫 笛、田梓暄 曾筠筠、蒲 晗、尹博诚、高 禹、郑旭＆郑维依 师 毅、黄雅静、陈 辉、陈梓滨 艾 莎、孙美琪、彭嘉俊、唐翌紊 | 《欠我的还我》（百人合唱） 《像你这样的朋友》（合唱视频征集） 《Miss Pretty》（30人合唱） 《Hero》（三对一合唱） |
| 魏如萱 | 张苏豪、何俊宏、陈圣夫、张春宇、纪骅峰 任驿航、方晓敏、张静萱、张琦＆杨硕 石三妹、张晋旸＆陈灿、杨 璇、邱圣兮 唐珈玮、卢柳芸、扎哈尔琴科·马克西姆、王悠然                                | 《坐在巷口的那对男女》（百人合唱） 《你啊你啊》（合唱视频征集、三对一合唱） 《什么跟什么有什么关系》（30人合唱） |
| 全员合唱：《霓虹甜心》／馬賽克樂隊                                                                                   | | |

### 第十一期
- 录制日期：2024年3月26日

| 我想和你唱第五季 第十一期 2024年4月12日 主持人：汪涵、沈梦辰、齐思钧 荐乐团成员：李莎旻子、宋木子、合文俊、李飞、吴泽林 | | |
| 歌手 | 素人嘉宾 | 演唱曲目                                                                                                  |
| 韩 红 | 夏侯钰涵、生特吾姬、阿布都沙拉木＆米叶赛尔＆艾妮莎 朴俊羽、邓旭＆张春艳、乔·巴特尔＆岳莎、黄有仙＆韦业丰 霍文迪、贾征征、郭曦阳、周凡暄 刘艾塔、攀 攀、多西·才仁多杰 | 《美丽的神话》（百人合唱） 《梨花又开放》（合唱视频征集） 《来吧》（30人合唱） 《飞云之下》（三对一合唱） |
| 陈丽君 | 李嘉滢、贝子越＆周谨雯、刘 欢 李初一、刘 洁、黄珍蓉、陈丹荔 林静茹、郑 洁、郭 靖、魏玉慧                                                                             | 《天上掉下个林妹妹》（百人合唱） 《化蝶》（合唱视频征集） 《遊山戀》（30人合唱） 《不染》（三对一合唱）   |
| 全员合唱：《沧海一声笑》／罗大佑、黄霑、徐克                                                                            | | |

### 第十二期
- 录制日期：2024年4月11日

| 我想和你唱第五季 第十二期 2024年4月19日 主持人：汪涵、沈梦辰、齐思钧 荐乐团成员：刘维、王勉、李莎旻子、宋木子、吴泽林 | | |
| 歌手 | 素人嘉宾 | 演唱曲目 |
| 陶 喆 | 王梦慧、李海剑、蒋孜怡、郑榞熙、邱小慧、徐子杰 白书斌、刘 楚、金 凤、谢宇轩＆谢宇昂、刘子淳 范 范、梅栖铭、廖 鑫、侯皓然 余正浩＆叶李基＆吐尔逊那衣＆维尼拉、王 瑀、严 俊 李子明＆余皮皮、郭嘉雯、向奕霏、孔晨晨、周诗杰、朱馨园 | 《星心》（百人合唱） 《就是愛妳》（合唱视频征集） 《小镇姑娘》（30人合唱） 《黑色柳丁》（三对一合唱）                   |
| 容祖儿 | 徐小龙、王维嘉、李芷姗＆邱嘉莉、陈俊宇＆杨智朝 林少程、沈昕儒、李梦一、刘莉旻、常呈韵、姚 力 林韵乔、罗诗慧、李信志＆黄罡＆刘思远 伍博维、哆 椰、汤楷＆亢新杰                                                                    | 《心淡》（粤语／百人合唱） 《小小》（合唱视频征集） 《16号爱人》（粤语／30人合唱） 《就让这大雨全都落下》（三对一合唱） |
| 全员合唱：《再见》／張震嶽                                                                                            | | |

## 收视率
| 中国大陆 湖南卫视 首播收视率 （ky.live） |               |        |        |      |                                                        |
| 集數                                     | 播出日期      | 收视率 | 市佔率 | 排名 | 備註                                                   |
| 1                                        | 2024年1月26日 | 0.2935 | 3.4614 | 3    |                                                        |
| 2                                        | 2024年2月2日  | 0.2941 | 3.1926 | 3    |                                                        |
|                                          | 2024年2月9日  |        |        |      | 因转播《2024年中央广播电视总台春节联欢晚会》，暫停播映 |
| 3                                        | 2024年2月16日 | 0.2659 | 2.8198 | 3    |                                                        |
| 4                                        | 2024年2月23日 | 0.3155 | 3.3361 | 3    |                                                        |
| 5                                        | 2024年3月1日  | 0.2831 | 3.1715 | 3    |                                                        |
| 6                                        | 2024年3月8日  | 0.3000 | 3.9586 | 3    |                                                        |
| 7                                        | 2024年3月15日 | 0.2741 | 2.6608 | 2    |                                                        |
| 8                                        | 2024年3月22日 | 0.2786 | 3.6796 | 3    |                                                        |
| 9                                        | 2024年3月29日 | 0.2896 | 3.3435 | 2    | 江苏《最强大脑第十一季》完结                           |
| 10                                       | 2024年4月5日  | 0.3594 | 3.2252 | 2    | 江苏《音你而来》开播                                   |
| 11                                       | 2024年4月12日 | 0.3241 | 3.9695 | 2    |                                                        |
| 12                                       | 2024年4月19日 | 0.2736 | 2.9431 | 2    |                                                        |

1. 同时段或交叉时段主要节目：
  - 江苏卫视：《最强大脑11》／《音你而来》
2. 数据由酷云数娱提供，调查范围为双向交互电视观众。
3. 以上收视排名不包括央视在内。
4. 排名为週五晚间所有综艺节目的排名，并不一定为同一时段。

## 综艺节目的变迁
| 中国大陆 湖南卫视 每週五 22:00—23:45 · 2月9日 暂停播映 | 中国大陆 湖南卫视 每週五 22:00—23:45 · 2月9日 暂停播映 | 中国大陆 湖南卫视 每週五 22:00—23:45 · 2月9日 暂停播映 |
| ------------------------------------------------------ | ------------------------------------------------------ | ------------------------------------------------------ |
|                                                        | 我想和你唱（第五季） （2024年1月26日—2024年4月19日）   |                                                        |
| 我们的美好生活 （2023年10月30日—2024年1月19日）        | 灿烂的花园 （2024年4月26日—2024年7月12日）             |                                                        |
| 我想和你唱系列节目变迁                                 |                                                        |                                                        |
| 我想和你唱（第四季） （2023年3月3日—2023年4月21日）    | 我想和你唱（第五季） （2024年1月26日—2024年4月19日）   | —                                                      |

| 马来西亚 Astro QJ 每週五 22:00—23:45（与湖南卫视同步播出） · 2月9日 暂停播映 | 马来西亚 Astro QJ 每週五 22:00—23:45（与湖南卫视同步播出） · 2月9日 暂停播映 | 马来西亚 Astro QJ 每週五 22:00—23:45（与湖南卫视同步播出） · 2月9日 暂停播映 |
| ---------------------------------------------------------------------------- | ---------------------------------------------------------------------------- | ---------------------------------------------------------------------------- |
|                                                                              | 我想和你唱（第五季） （2024年1月26日—2024年4月19日）                         |                                                                              |
| 我们的美好生活 （2023年10月27日—2024年1月19日）                              | 乘风2024 （2024年4月26日—2024年7月12日）                                     |                                                                              |

| 新加坡 HUB都会台 每週五 20:00—22:00 · （5月6日起改为每週一20:00—22:00） | 新加坡 HUB都会台 每週五 20:00—22:00 · （5月6日起改为每週一20:00—22:00） | 新加坡 HUB都会台 每週五 20:00—22:00 · （5月6日起改为每週一20:00—22:00） |
| ----------------------------------------------------------------------- | ----------------------------------------------------------------------- | ----------------------------------------------------------------------- |
|                                                                         | 我想和你唱（第五季） （2024年3月15日—2024年5月27日）                    |                                                                         |
| 披荆斩棘（第三季） （2023年10月13日—2024年3月8日）                      | 你好，星期六 （2024年6月3日—2024年6月24日）                             |                                                                         |